# سائليني
سائليني قصيدة للشاعر اللبناني سعيد عقل وغنتها فيروز.